# 中国石油化工集団
中国石油化工集団公司（ちゅうごくせきゆかこうしゅうだんこうし、英語: China Petrochemical Corporation、略称：中石化集団、シノペック、Sinopec）は、中華人民共和国の国営石油会社。
傘下の中国石油化工股份有限公司と区別する為に、シノペック・グループ（英語: Sinopec Group）とも呼ばれる。中国化工集団有限公司(ChemChina、ケムチャイナ)とは別の組織である。中国石油天然気集団有限公司、中国海洋石油集団有限公司とともに、中国3大国有石油会社と呼称される。

## 概要
1983年7月20日、「中国石油化工総公司」が設立される。同総公司は石油産業のうちの川下（石油精製および石油製品製造、その流通）および関連産業の石油化学基礎製品の製造を担った。
以来、石油産業の川上（石油採掘）と川下（石油精製および石油製品製造、その流通）は分業され、川上を「中国石油天然気総公司」、川下を「中国石油化工総公司」が担っていた。
しかし、2001年の世界貿易機関の加盟を控え、石油製品の国内流通・販売において国外の石油メジャーとの競争が予測されていたために、1998年に中国政策当局は国内石油産業の大改革を行った。中国石油化工総公司と中国石油天然気総公司は共に事業再編を行い、川下と川上の垂直統合を行うとともに国土南北における地理的分業を行った。加えて、両社はそれぞれ中国石油化工集団公司（シノペック）および中国石油天然気集団公司 (CNPC)に改名再登記し持株会社となった。事業部門は分離して子会社化させた。
2000年に、中国石油化工集団公司は企業集団内の油田・石油精製および石油製品製造・販売などの事業会社を整理統合し、子会社の中国石油化工股份有限公司を設立する。まもなく、同子会社は香港、上海、ロンドン、ニューヨークの各証券取引所に上場している。
その後、2017年末に中国石油天然気集団公司は全民所有制企業から国有独資公司へと会社種別を変更し中国石油天然気集団有限公司となったものの、中国石油化工集団公司は依然として全民所有制企業のままである。
2013年11月22日に中国山東省青島市黄島区において当社のパイプライン（地下に埋設）が大規模な爆発事故を起こし、多数の死傷者が発生、道路の舗装が100メートルに渡って盛り上がり、10台以上の自動車が横転するなどの被害が発生した（中国語版参照）。

## 国際展開
2009年、イラクや西アフリカの石油権益を持つスイスの石油大手アダックス石油を76億ドルで買収。2010年はスペインの資源大手レプソルYPFのブラジル部門の株式の40%を71.9億ドルで取得。
2011年にはカナダのアルバータ州及びブリティッシュコロンビア州における油田とガス田の石油・天然ガス資産を持つデイライト・エナジー社を22億カナダドルで買収した。